# Легенда о библейском происхождении династии Багратионов
Легенда о том, что грузинская царская династия Багратионов имела еврейское происхождение и произошла от Давида, восходит к появлению этого рода на грузинской земле во второй половине VIII века.
По мере роста власти Багратионов это утверждение превратилось в официально одобренную парадигму, закрепленную в средневековой исторической литературе, такой как хроника Сумбата Давитис-дзе начала XI века, и легло в основу политической идеологии этой династии на протяжении всего её тысячелетнего господства в Грузии. Предполагаемое происхождение от царя-пророка Давида позволило Багратионам заявить о родстве с Иисусом Христом и Девой Марией, и основывать свою легитимность на библейском архетипе помазанного Богом царственного царя.

## Утверждения от императора Константина VII Багрянородного в трактате об управлении Империей

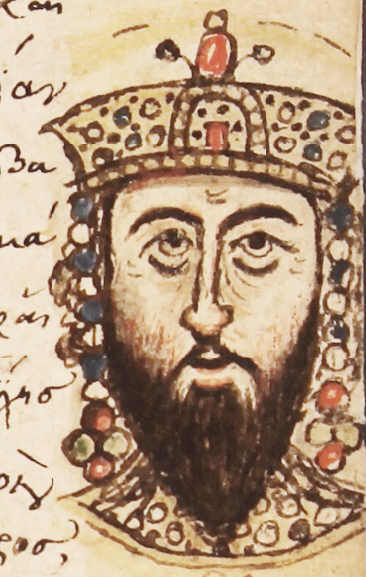
император Константин Багрянородный

Легенда стала достаточно известной, чтобы быть включенной в 45-ю главу трактата «De Administando Imperio (рус.: Об управлении Империей)», написанного около 950 г. византийским императором Константином VII Багрянородным, к которому претензия, по-видимому, дошла через кавказцев, служивших при императорском дворе в Константинополе.
По словам Константина, грузины считали себя отпрысками жены Урии Вирсавии, с которой царь Давид совершил прелюбодеяние и у которой были от него дети. Таким образом, они утверждали, что были родственниками Девы Марии, поскольку она также произошла от Давида.
Рассказ Константина Багрянородного свидетельствует о грузинском влиянии, но некоторые его детали нигде не подтверждены. Это противоречит более подробной версии грузинского историка Сумбата Давитисдзе, поскольку он цитирует генеалогическую линию, ведущую к Деве Марии, а не к Иосифу, мужу Марии. Наконец, генеалогия Константина доходит до двух братьев, Давида и Спандиата, которые покинули Иерусалим по совету оракула и поселились на границах Персии, где они основали свое царство в Иберии (то есть Картли) и увеличили свою власть с помощью императора Ираклия. Спандиат был бездетен, но у Давида был сын Панкратий, у которого был сын Асотий, сын которого Адарнасе был поставлен куропалатом императором Львом, отцом Константина.

## Хроника Сумбата Давитис-дзе (Повествование о Багратионах)
Наиболее полное выражение Давидических притязаний грузинских Багратидов в грузинской литературе сохранилось в «Жизни и повести Багратидов» XI века Сумбата Давитис-дзе (Сумбат, сын Давида), который, возможно, сам принадлежал к грузинскому роду Багратионов. Этот труд, дошедший до нас как часть более крупного сборника, известного как «Грузинские хроники», содержит наиболее разработанную версию семейной легенды Багратиони.
История Сумбата начинается с длинной стемы, прослеживающей окончательное происхождение грузинских Багратионов от Адама, через царя Давида к Иосифу, мужу Девы Марии; а затем от Клеопы, брата Иосифа, к некоему Соломону, семь сыновей которого покинули Святую Землю и отправились в Армению, где их крестила некая царица Рахиль.
Трое из них остались в Армении, и их потомки впоследствии правили этой страной, а четверо братьев прибыли в Картли.
Один из них, Гуарам, стал там правителем и стал, как утверждает Сумбат, праотцом рода Багратиони.

Брат Гуарама, Саак, обосновался в Кахетии, а два других брата, Асам и Варазвард, отвоевали Камбечани, к востоку от Кахетии, у персидского наместника.
Генеалогия Сумбата от Адама до царя Давида основана на Евангелии от Луки (3:32 и далее), а генеалогия от царя Давида до Иосифа заимствована из Евангелия от Матфея (1:1-16). 
Источником генеалогии Клеопы и его потомков, по-видимому, является римский учёный Евсевий Кесарийский, который в своей «Церковной истории» цитирует Гегезиппа, согласно которому, римляне искали отпрысков царя Давида, чтобы устранить с еврейской территории потенциальных претендентов на престол, имевший библейскую легитимность.
Добавив Клеопу в генеалогию Багратионов, Сумбат целенаправленно привел родословную династии к богомазанному царю Израиля. Таким образом, в творчестве Сумбата содержится версия семейной легенды, которая стала основой династической и политической идеологии и в ходе истории повлияла на мировоззрение династии Багратиони.

### Генеалогия по Сумбату[2]
Адам родил Сифа, Сиф родил Еноса, Енос родил Каинана, Каинан родил Малелеила, Малелеил родил Иареда, Иаред родил Еноха, Енох родил Мафусаила, Мафусаил родил Ламеха, Ламех родил Ноя, Ной родил Сима, Сим родил Арфаксада, Арфаксад родил Каинана, Каинан родил Салу, Сала родил Евера, Евер родил Фалека, Фалек родил Рагава, Рагав родил Серуха, Серух родил Нахора, Нахор родил Фарру, Фарра родил Авраама, Авраам родил Исаака, Исаак родил Иакова, Иаков родил Иуду, Иуда родил Фареса, Фарес родил Есрома, Есром родил Арама, Арам родил Аминадаба, Аминадаб родил Наасона, Наасон родил Салмона, Салмон родил Бооза, Бооз родил Овида, Овид родил Иесея, Иесей родил царя Давида, царь Давид родил Соломона, Соломон родил Ровоама, Ровоам родил Авию, Авия родил Асу, Аса родил Иосафата, Иосафат родил Иорама, Иорам родил Озию, Озия родил Иоафама, Иоафам родил Ахаза, Ахаз родил Езекию, Езекия родил Манассию, Манассия родил Амона, Амон родил Иосию, Иосия родил Иоакима, Иоаким родил Иехонию, Иехония родил Салафиила, Салафиил родил Зоровавеля, Зоровавель родил Авиуда, Авиуда родил Елиакима, Елиаким родил Азора, Азор родил Садока, Садок родил Ахима, Ахим родил Елиуда, Елиуд родил Елеазара, Елеазар родил Матфана, Матфан родил Иакова, Иаков родил Иосифа, Иосифа мужа Марии и брата Иосифа Клеопу, Клеопа родил Наума, Наум родил Салу, Сала родил Ровоама, Ровоам родил Мохфара, Мохфар родил Елиакима, Елиаким родил Вениамина, Вениамин родил Рувима, Рувим родил Моисея, Моисей родил Иуду, Иуда родил Елеазара, Елеазар родил Лева, Леви родил Ерома, Ером родил Манассию, Манассия родил Иакова, Иаков родил Михея, Михей родил Иоакима, Иоаким родил Рувима, Рувим родил Авраама, Авраам родил Иова, Иов родил Ахава, Ахав родил Симеона, Симеон родил Исахара, Исахар родил Авию, Авия родил Гаада, Гаад родил Асора, Асор родил Исаака, Исаак родил Дана, Дан родил Соломона, а Соломон родил семерых братьев, которых даровал ему бог в бытность его в плену. И эти семь братьев, сыновья того Соломона отправились из страны Палестины, евреи вышедшие из плена, прибыли в Акилисену к царице Рахиль и были крещены ею. Остались они в стране Армении, и по сей день господствуют их потомки в Армении. А четверо их братьев прибыли в Картли, и одного из них, Гуарама, избрали эриставом, и он он эристави Картли и отец Багратионов, а эти грузинские Багратониани являются потомками и родичами того Гуарама.Сумбат Давитис-дзе, ИСТОРИЯ И ПОВЕСТВОВАНИЕ О БАГРАТОНИАНАХ ЦАРЯХ НАШИХ ГРУЗИНСКИХ. СУМБАТ ДАВИТИС-ДЗЕ И ЕГО ИСТОРИЧЕСКОЕ СОЧИНЕНИЕ
Сведения историка Сумбата, сына Давида, по мнению историков являются не более, чем генеалогической легендой, призванной утвердить право на царствование за династией Багратионов в Грузии.

## Иные сведения

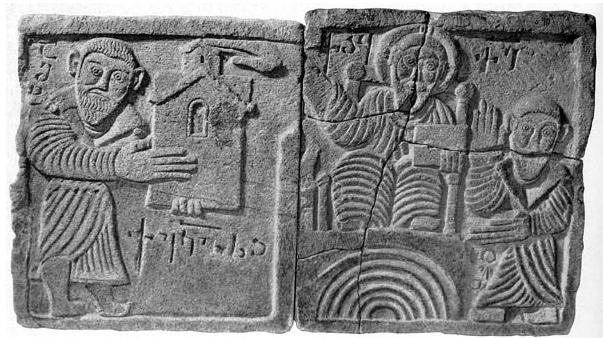
Рельеф 9-го или 10-го века, из Опизы, предположительно изображающий царя-пророка Давида

Помимо текстовых источников, легенда о Давидовском происхождении Багратионов, возможно, закреплена в каменном барельефе из средневекового грузинского монастыря Опиза в Шавшети, который сейчас экспонируется в Художественном музее Грузии в Тбилиси. Скульптура изображает дворянина, подносящего модель церкви Иисусу Христу, сидящего на троне, благословляющего дарителя и сопровождаемого мужчиной, возложившим руки в мольбном жесте. На основе сопровождающих минимальных грузинских надписей рельеф традиционно интерпретируется Эквтиме Такаишвили, Иване Джавахишвили и Кириллом Тумановым как современное изображение куропалата Ашота I (убит в 826 г.) с Христом и библейским царем Давидом. Туманов, например, был убежден, что здесь «безошибочен намек на происхождение дарителя от предка Господа и заступничество последнего». Однако более поздняя интерпретация таких людей, как Нодар Шошиашвили и Вахтанг Джобадзе, предполагает идентификацию рассматриваемых лиц как более позднего куропалата Ашота (умер в 954 году) и старшего брата этого Ашота, Давида (умер в 937 году). Более того, Дэвид Уинфилд утверждал, что присутствие шестиконечной звезды в средневековой грузинской архитектуре, например, в церкви Долискана 10-го века в Кларджети, намекало на предполагаемое происхождение Багратиони от царя Давида, но нет никаких доказательств того, что этот символ имел какие-либо ассоциации с Давидом в Грузии в этот период.

### Более поздние источники
Последующие исторические работы во многих случаях ссылаются на библейское происхождение династии. Сразу после того, как Сумбат составил свою историю, анонимный автор так называемой Картлис Цховреба XI века, рассказывая о событии накануне прихода к власти грузинских Багратионов, упоминает Давидову традицию, существовавшую во времена отца Ашота I куропалата, Адарнасе. Однако последний источник предполагает, что во времена Адарнасе, которые ещё широко известны, этого утверждения не было, поскольку царевна Картли, сын которой женился на дочери Адарнасе, как показывает летопись, не знала о своем зяте, что он ведет свое происхождение от царя Давида.
Другая грузинская летопись, анонимная «Житие царя царей Давида», написанная ок. 1123—1126, заявляет, что его подданный, царь Грузии Давид IV Агмашенебели (годы правления 1089—1125), был 78-м потомком своего библейского эпонима. Позже летопись сравнивает коронацию Давидом IV своего сына Деметре I, предшествовавшую его смерти, с возведением на престол Соломона библейским Давидом и ещё раз подчеркивает «сходство с его предками». Современная стихотворная дарственная надпись на чтимой иконе Божией Матери, известной как Хахулинский триптих, в котором упоминаются Давид IV и Деметрий I, сравнивается происхождение Давидовой Девы Марии с происхождением грузинских монархов из рода Багратионов.

Легендарное библейское происхождение нашло свое отражение и в более поздней династической фамилии Иессиан-Давидиан-Соломониан-Багратиони, нередко встречающейся в документах Багратионов. Символы, связанные с Давидом, арфой и пращой, появляются в геральдике Багратиони, самом раннем известном образце, датируемом концом 16 века. 

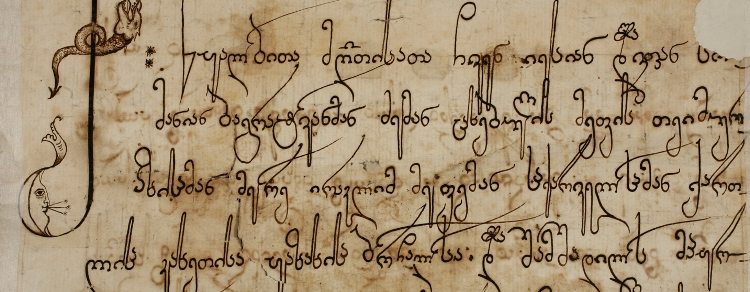
Царская грамота, изданная царем Ираклием II, именует его «по милости Божией… Иессианом — Давидианом — Соломонианом — Багратовани, сыном помазанника царя Теймураза, Ираклий Второй, царь Грузии, властитель земель Картли и Кахети». .."

Наконец, историк XVIII века, Вахушти Багратиони попытался включить теорию Давида в свою хронологию, в то время как его отец, царь Картли Вахтанг VI, составил генеалогическое древо, объединив библейскую родословную Багратиони с родословной грузинского народа, истоки которого были прослежены средневековыми хрониками до Фогармы, потомка Ноя. Царевич Давид XII Багратион-Грузинский, сын последнего царя Грузии, писавший в первые годы XIX века, вскоре после свержения Багратионов расширяющейся Российской империей, резюмировал Давидовское происхождение его семьи, будучи первым, кто напрямую включил в свою историю, написанную на русском языке, оригинальное армянское повествование о еврейском происхождении династии Багратидов, автором которого является Мовсес Хоренаци. Как выразился современный историк Стивен Х. Рэпп, «его история была попыткой подвести итог истории Грузии и в последний раз провозгласить божественную санкцию, стоящую за Багратионами».
Таким образом, утверждение Багратионов о том, что они произошли от библейского Давида, сохранялось до тех пор, пока Российская Империя не захватила их государство в начале 19 века, и даже некоторые выжившие Багратиони сегодня его поддерживают.

## Параллели

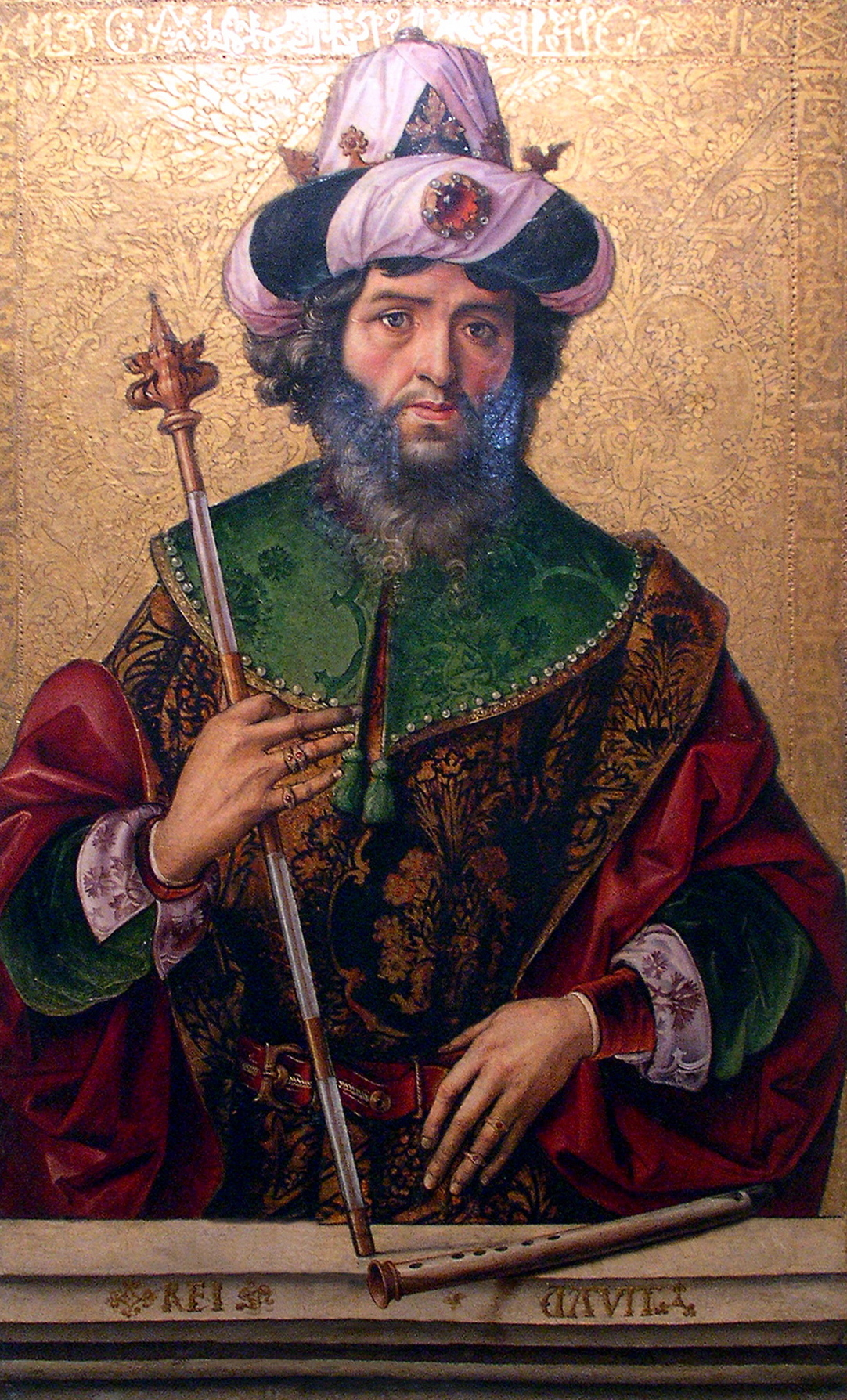
Царь-пророк Давид Иудейский

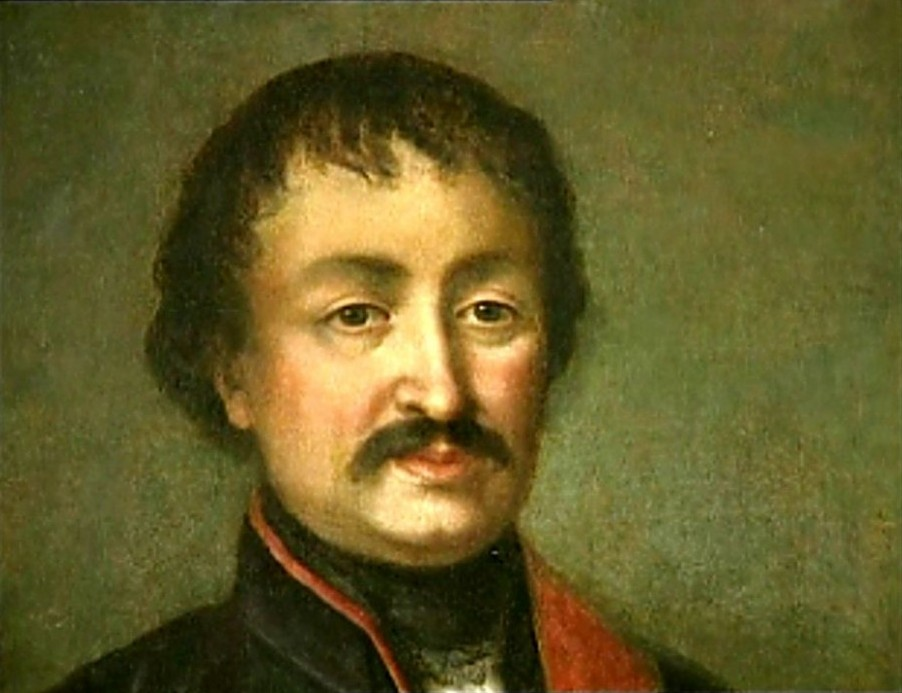
батонишвили Иоанн Багратион-Грузинский

Поскольку царь-пророк Давид считался образцовым правителем и символом установленной Богом монархии во всей средневековой Западной Европе и восточно-христианском мире, Багратионы были не единственной правящей семьей, заявлявшей о своей связи с Давидом. Каролинги часто связывали себя с Давидом, но не заявляли, что произошли непосредственно от него.
Как предположил историк Иван Билярски, кавказская парадигма царской власти Давида, возможно, повлияла на смоделированное Ветхим Заветом видение царской власти в раннесредневековой Болгарии, стране, которая тогда находилась в процессе перехода от этнического языческого государства к христианской империи, что очевидно в случае с царем Изотом, цитируемой в Повествовании Исайи, так называемой болгарской апокрифической хроникае одиннадцатого века.
Ближайшей параллелью грузинскому опыту Багратидов является опыт Эфиопии. Средневековый эфиопский исторический труд «Кебра Нагаст» утверждает, что эфиопские правители были прямыми потомками библейского первенца Соломона, Менелика.
Грузинские и эфиопские династии, возможно, знали о притязаниях друг друга; грузинский царевич, Багратиони Иоанн, в своем дидактическом энциклопедическом романе «Калмасоба», написанном между 1817 и 1828 годами, цитирует письмо 1787 года, отправленное эфиопским императором — «тоже потомком Давида-пророка» — деду Иоанна, царю Грузии Ираклию II, в котором, как сообщается, его эфиопский коллега обратился к грузинскому монарху как к «любимому брату, связанному общей родословной».

## Современные интерпретации

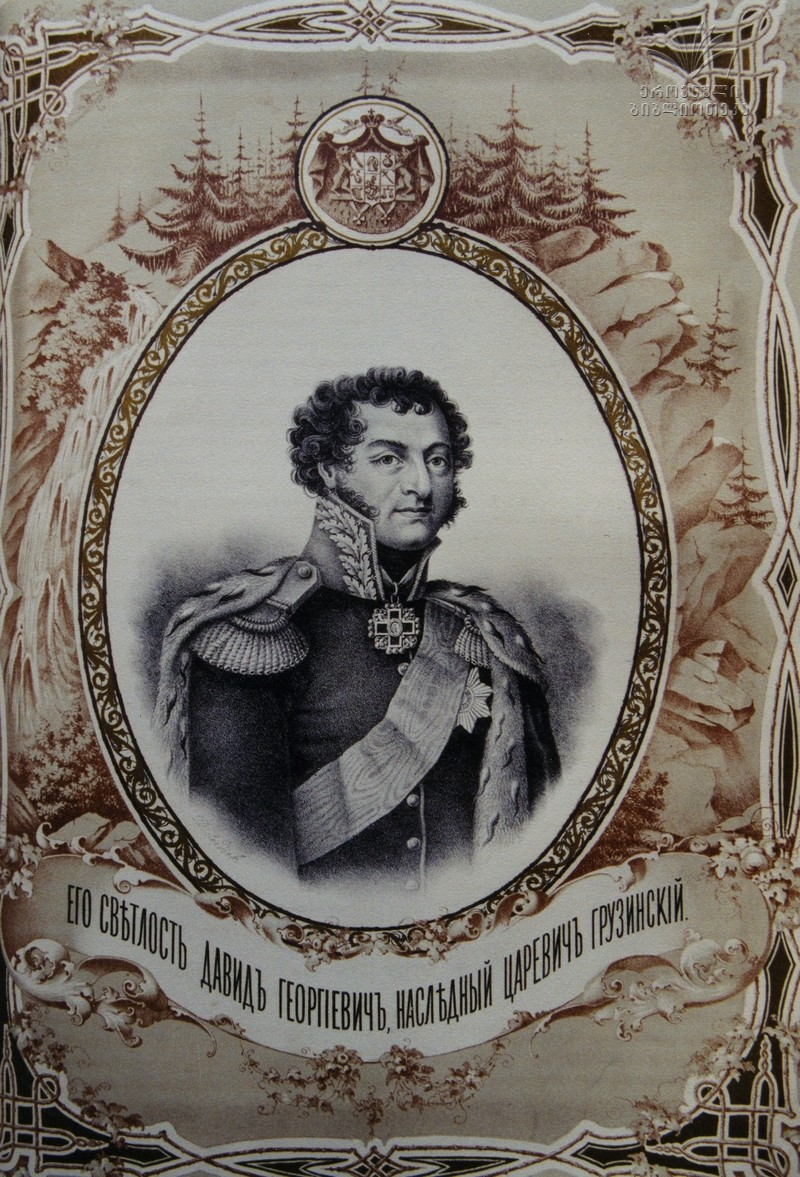
царевич Давид XII Георгиевич Багратион-Грузинский

Еврейское или Давидовское происхождение Багратиони рассматривается современными учеными как чисто легендарное, созданное грузинской династией в начале их истории, чтобы помочь утвердить свою легитимность.
Эти утверждения были сформулированы в средневековых грузинских текстах, особенно в хронике Сумбата Давитис-дзе, который сам был предполагаемым Багратионом. Более того, Сумбат ошибочно или намеренно представил более раннюю, добагратидскую династию Гуарамидов из Картли как первых Багратионов на грузинской земле, идентифицировав гуарамидского князя Гуарама как потомка библейского царя Давида.
Однако верно, что ранние Багратионы были связаны с Гуарамидами супружескими узами, и приданое Гуарамидов составляло важный сегмент первоначального царства Багратионов.
В XX веке британский историк Стивен Рансимен попытался реабилитировать теорию еврейского происхождения Багратионов. Рансимен предположил, что нет никаких оснований сомневаться в их еврейском происхождении, учитывая присутствие евреев, бежавших из ассирийского плена, на Кавказ, «где, как и в Вавилонии, существовали потомственные вожди, заявлявшие о своем происхождении от Давида, до высокого средневековья».
Однако, эта гипотеза не была принята другими учеными, и Туманов полностью отверг такую возможность.

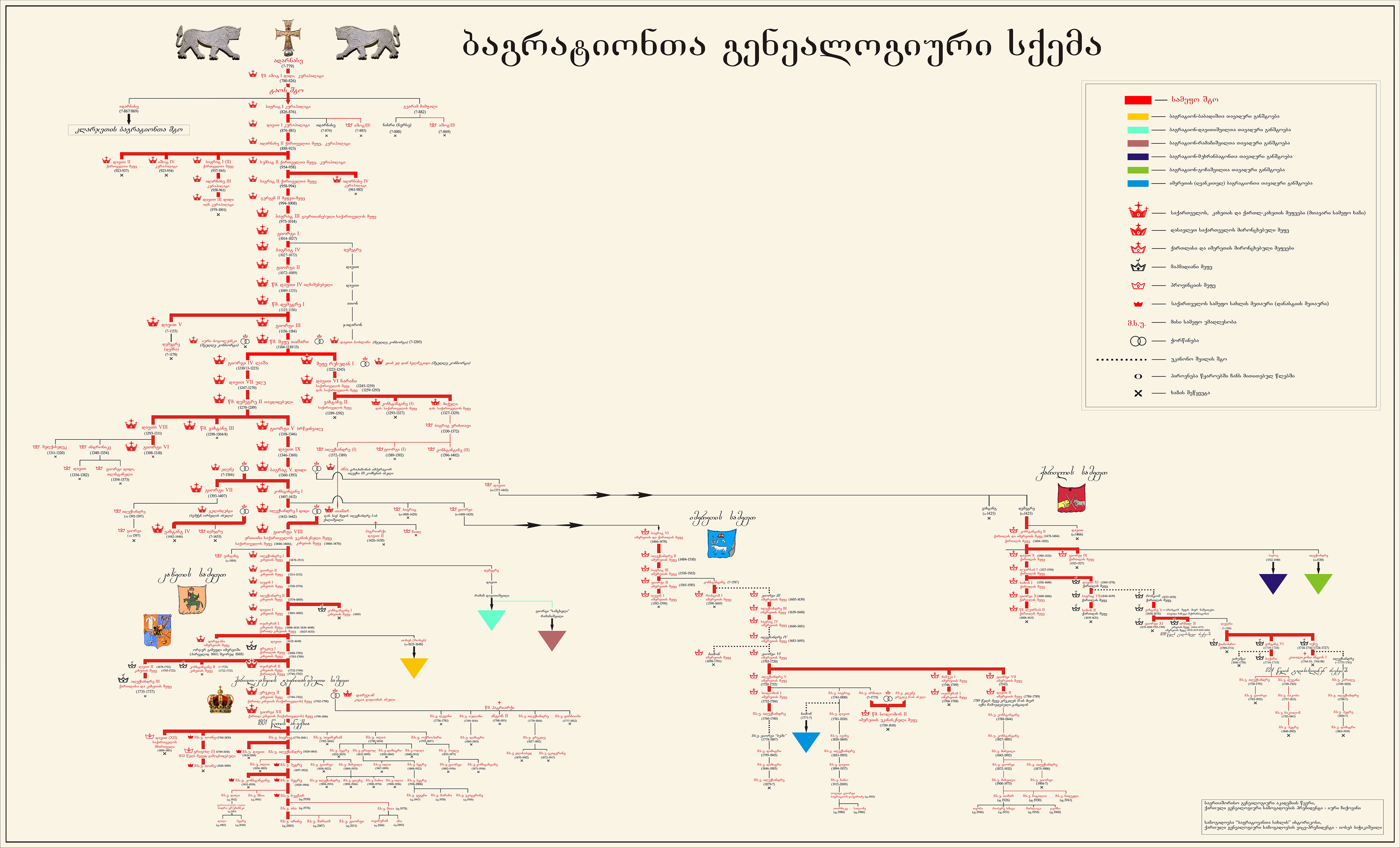
Генеалогическая таблица царской династии Багратионов, родоначальником которой является Адарнасе I. Прямой красной линией отмечена царская линия ветви Багратион-Грузинских, бирюзовым треугольником отмечена ветвь князей Багратиони-Давитишвили, терракотовым — князей Багратиони-Рамазишвили, оранжевым — Багратиони-Бабадиши, синим — имеретинских дворян Багратиони, фиолетовым — князей Багратион-Мухранских, зелёным — князей Гочашвили

### Ветви династии Багратионов
- Багратион-Грузинские (Царский дом Грузии)[5]
- Багратион-Давитишвили (тавади, азнаури)[6]
- Багратион-Бабадиши (тавади)[6]
- Багратион (имеретинская ветвь; азнаури)[6]
- Багратион-Мухранские (тавади)[6]